# 白樸

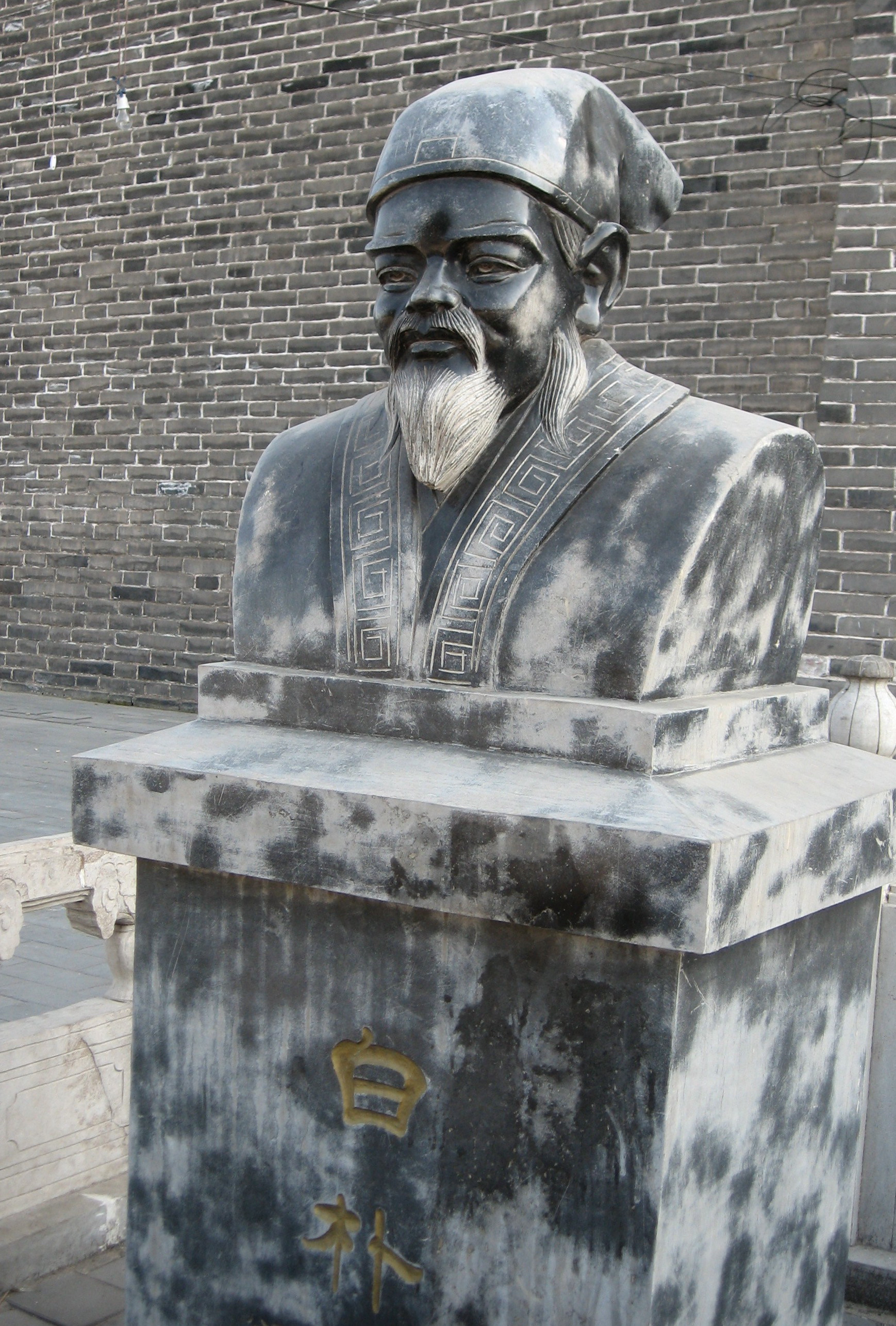
中国河北省正定县南城门（长乐门）内的白朴雕像。

白朴（1226年—1306年），字太素，号蘭谷，初名恆，字仁甫。隩州（今山西河曲縣附近）人。元代杂剧（元曲）作家。

## 生平
出身金朝的官僚家庭，父親白華任金朝樞密院判官，是著名文士。白樸處於动荡的年代，金哀宗開興元年（1232年），蒙古軍攻南京（今開封），白華隨哀宗奔歸德，白樸則與母留南京，次年崔立叛降，南京失陷，史稱壬辰之難。崔立擄王公大臣妻女送往蒙古軍中，白樸的母親也在內。此事給予白樸不小的打擊，導致他自此不食葷血。當時白樸年甫七歲，由父親好友元好问收养，渡河至山東聊城，又遷居山西忻州，一路上元好問視如已出。后北歸隨父移居真定（今正定）。終身未仕，至元十七年（1280年）移居建康(南京)，作为在野的一代名士，专注于诗酒和杂剧创作。元好問讚賞他“元白通家舊，諸郎獨汝賢。”

白樸死後，因子而貴顯，朝廷贈他「嘉議大夫、太常卿、儀院太卿」等官銜。此等待遇在元曲作家中是相當罕見的。

## 文学才能
白樸自幼聰慧，記憶過人，精於度曲。与关汉卿、马致远和郑光祖并称元曲四大家。散曲儒雅端莊，與關漢卿同為由金入元的大戲曲家。在其作品中，著名的雜劇《梧桐雨》，內容講述幽州節度使安祿山與楊貴妃私通，出任范陽節度使，與楊國忠不和，於是安祿山造反，明皇倉皇幸蜀。至馬嵬驛時，大軍不前，陳玄禮請誅楊國忠兄妹。明皇只得命貴妃自縊於佛堂中。李隆基返長安後，一日夢中相見貴妃，後為梧桐雨聲驚醒，追憶往事，不勝惆悵之至。此劇在歷代評價甚高，清人李調元《雨村曲話》說:“元人詠馬嵬事無慮數十家，白仁甫《梧桐雨》劇為最”。王國維的《人間詞話》說：「白仁甫《秋夜梧桐雨》劇，沈雄悲壯，為元曲冠冕。」另有一部作品《墙头马上》全名《裴少俊墙头马上》，是白朴最出色的作品，与五大傳奇之一的《拜月亭》、王实甫的《西厢记》、郑光祖的《倩女离魂》合称为「元代四大爱情剧」。故事写唐代尚书裴行俭之子裴少俊奉父命由长安去洛阳買花，途中和李世杰女李千金隔墙以诗赠答。当晚私约后园，二人私奔到长安定居，育有一子一女。后為少俊父親发现，强令少俊休妻回家。李千金回到洛阳，父母已亡故。少俊中进士后，正式与李千金完婚。
白樸的詞流傳至今一百餘首，大多以詠物與應酬為主；其作品歌词典雅，属于文采派。雜劇有16種：《絕纓會》、《趕江江》、《東牆記》、《梁山伯》、《賺蘭亭》、《銀箏怨》、《斬白蛇》、《梧桐雨》、《幸月宮》、《崔護謁漿》、《錢塘夢》、《高祖歸莊》、《鳳皇船》、《牆頭馬上》、《流紅葉》、《箭射雙雕》。散曲有《天籟集摭遺》一卷，收其小令三十七首，套曲四套。
朱權《太和正音譜》對白樸的評價是：「白仁甫之詞，如鵬摶九霄。風骨磊塊，詞源滂沛，若大鵬之起北溟，奮翼凌乎九霄，有一舉萬里之志，宜冠於首。」